# Doux (Fluss)
Der Doux ist ein französischer Fluss, der im Zentralmassiv, im Département Haute-Loire, entspringt und danach ausschließlich im Département Ardèche verläuft.

## Verlauf

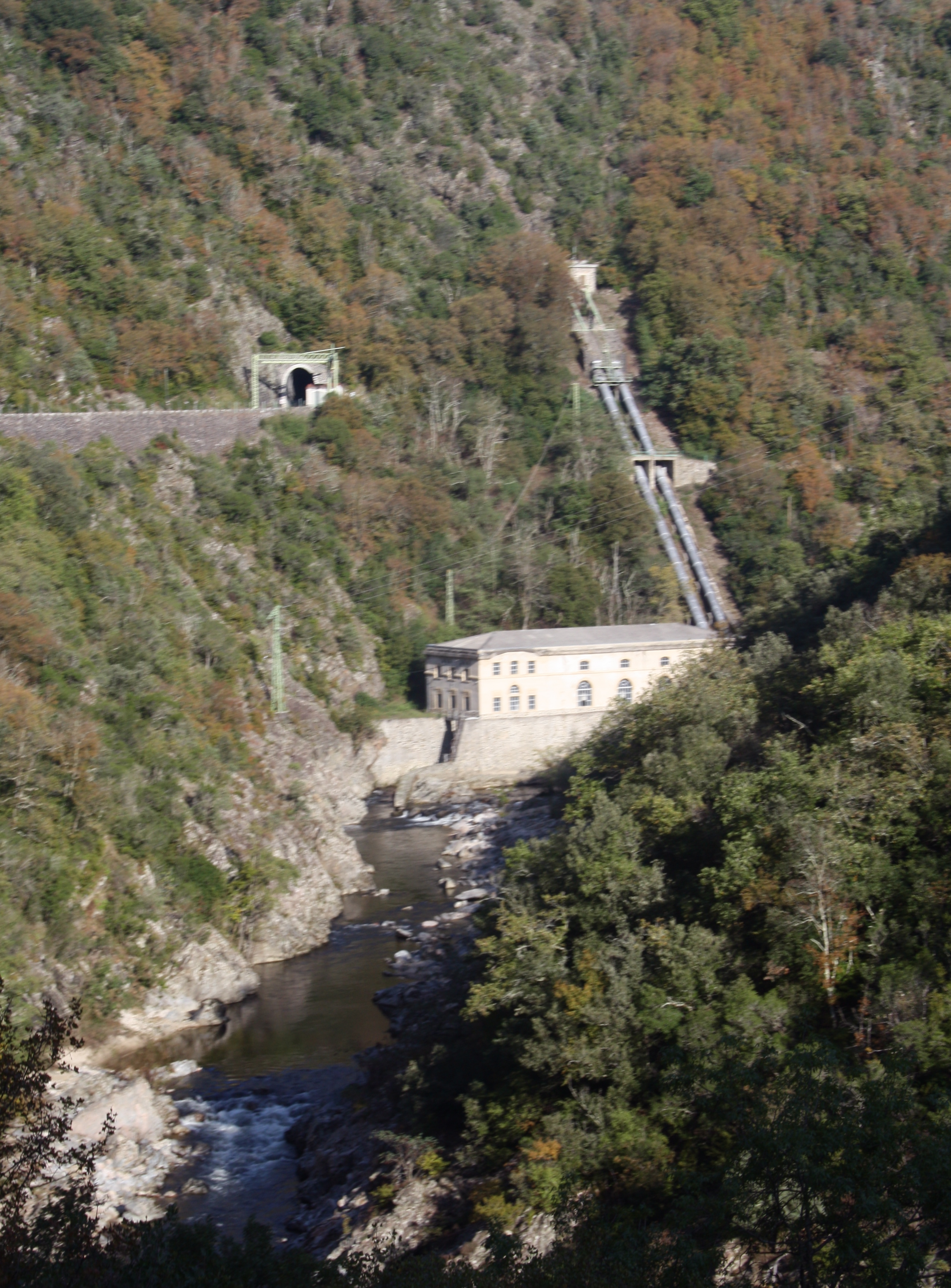
Doux, Kraftwerk Mordane und Tunnel der Bahnstrecke Tournon–Le Cheylard

Seine Quelle befindet sich in den nördlichen Ausläufern der Cevennen, im Gemeindegebiet von Saint-Bonnet-le-Froid. Er fließt in West-Ost-Richtung zur Rhône hin, in die er nach rund 70 Kilometern, als rechter Nebenfluss, bei Tournon-sur-Rhône mündet. Der Fluss wird mehrfach zur Energiegewinnung aufgestaut.

## Orte am Fluss
- Saint-Bonnet-le-Froid
- Désaignes
- Lamastre
- Arlebosc
- Tournon-sur-Rhône

## Geschichte
An der Mündung des Duzon in den Doux wurde um 1845 eine Weberei errichtet, die bis 1990 existierte. Sie nutzte die Wasserkraft des Doux, zu diesem Zweck wurde flussaufwärts ein Stauwerk errichtet.
1902 entstand an der „Le Puy“ genannten Landenge einer Flussschleife östlich von Saint-Barthélemy-le-Plain der Clauzel-Staudamm. Das gestaute Wasser wurde durch die nur ca. 50 Meter breite Engstelle geleitet und trieb dank des Gefälleunterschieds die Turbinen eines kleinen Kraftwerks an, dessen Effizienz aber bald als zu gering erkannt wurde. Daher wurde zwischen 1917 und 1920, vom Stausee abgehend, ein künstlicher Kanal zum neuen, zwei Kilometer flussab gelegenen Kraftwerk Mordane gebaut. Dieser Kanal folgt dem Tal des Doux weitgehend an dessen Nordhang, überquert zweimal auf Brücken den Fluss und unterquert zuletzt einen in einer Flussschleife gelegenen Hügel. Errichtet wurde er zum Teil von deutschen Kriegsgefangenen des Ersten Weltkriegs, weshalb er den Namen „Canal des Allemands“ (Kanal der Deutschen) trägt.

## Sehenswürdigkeiten
- Die Schlucht Gorges du Doux – der Doux ist ein attraktives Revier für den Kajak- und Kanusport, wobei die Befahrung des oberen Flussabschnittes nur geübten Paddlern empfohlen wird
- Der Pont Grand, eine mittelalterliche Brücke am Ausgang der Schlucht im Gemeindegebiet von Tournon-sur-Rhône
- Zwischen Tournon-sur-Rhône und Lamastre verkehrt die schmalspurige Museumsbahn Train de l’Ardèche auf der Trasse der Bahnstrecke Tournon–Le Cheylard parallel zum Fluss

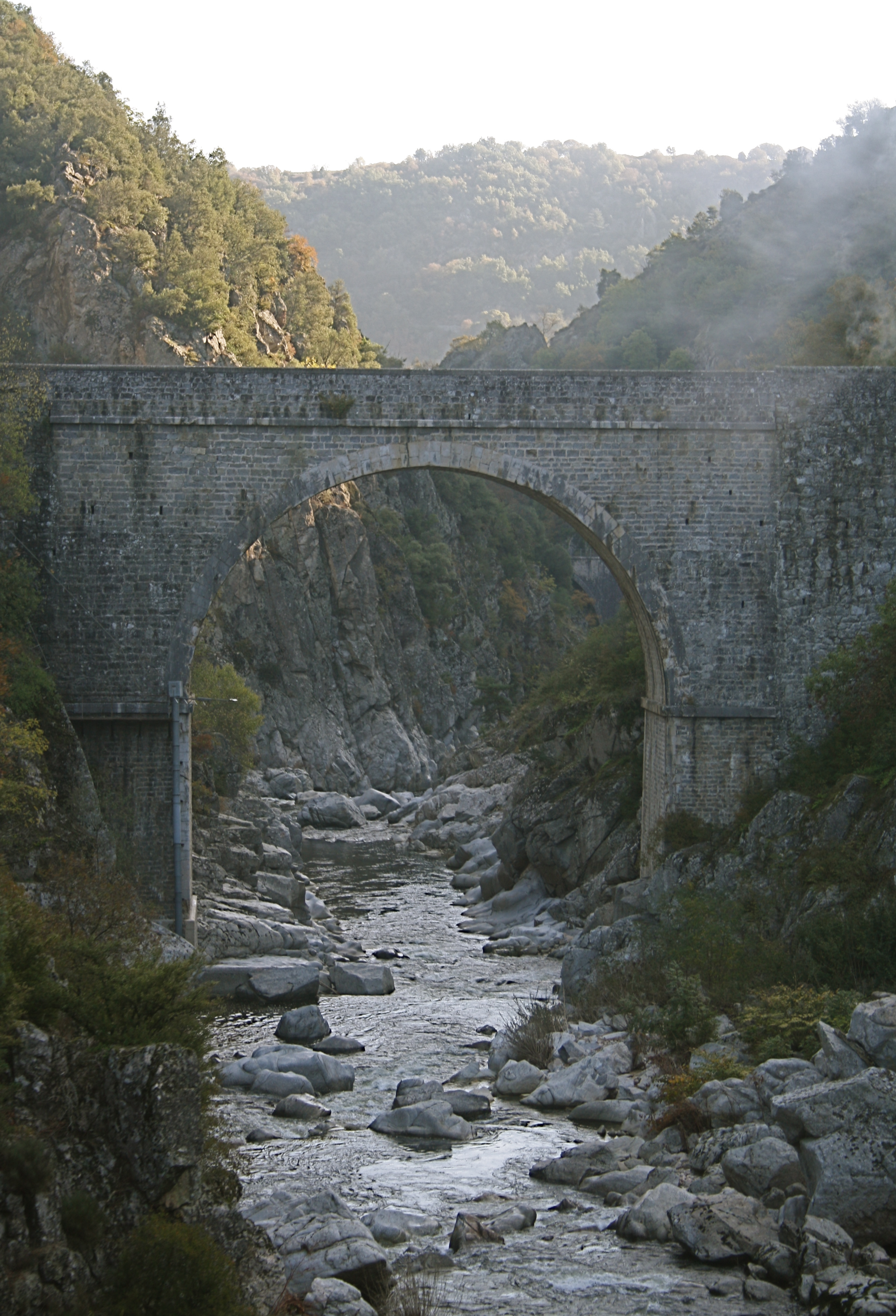
Gorges du Doux
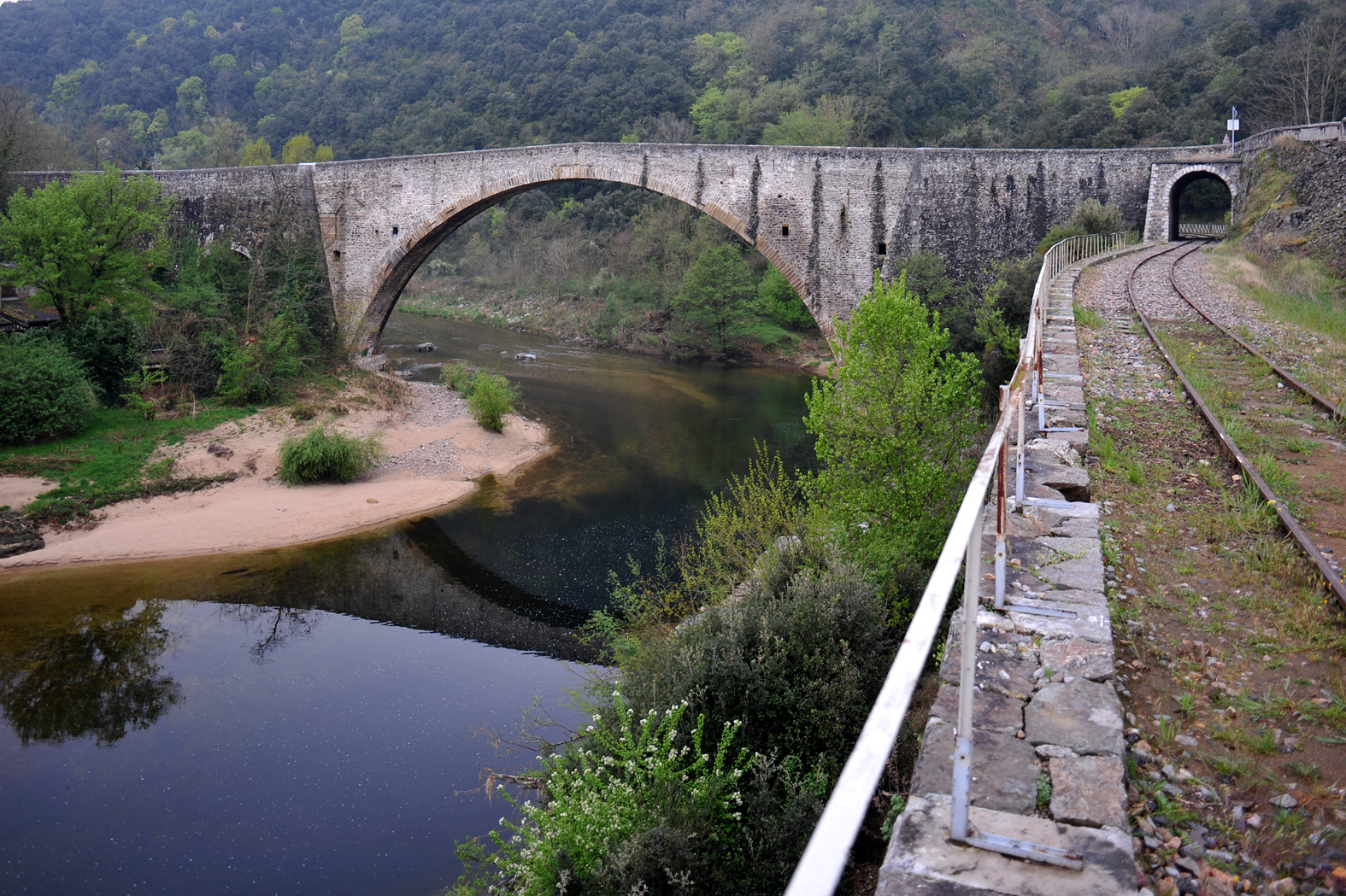
Pont Grand
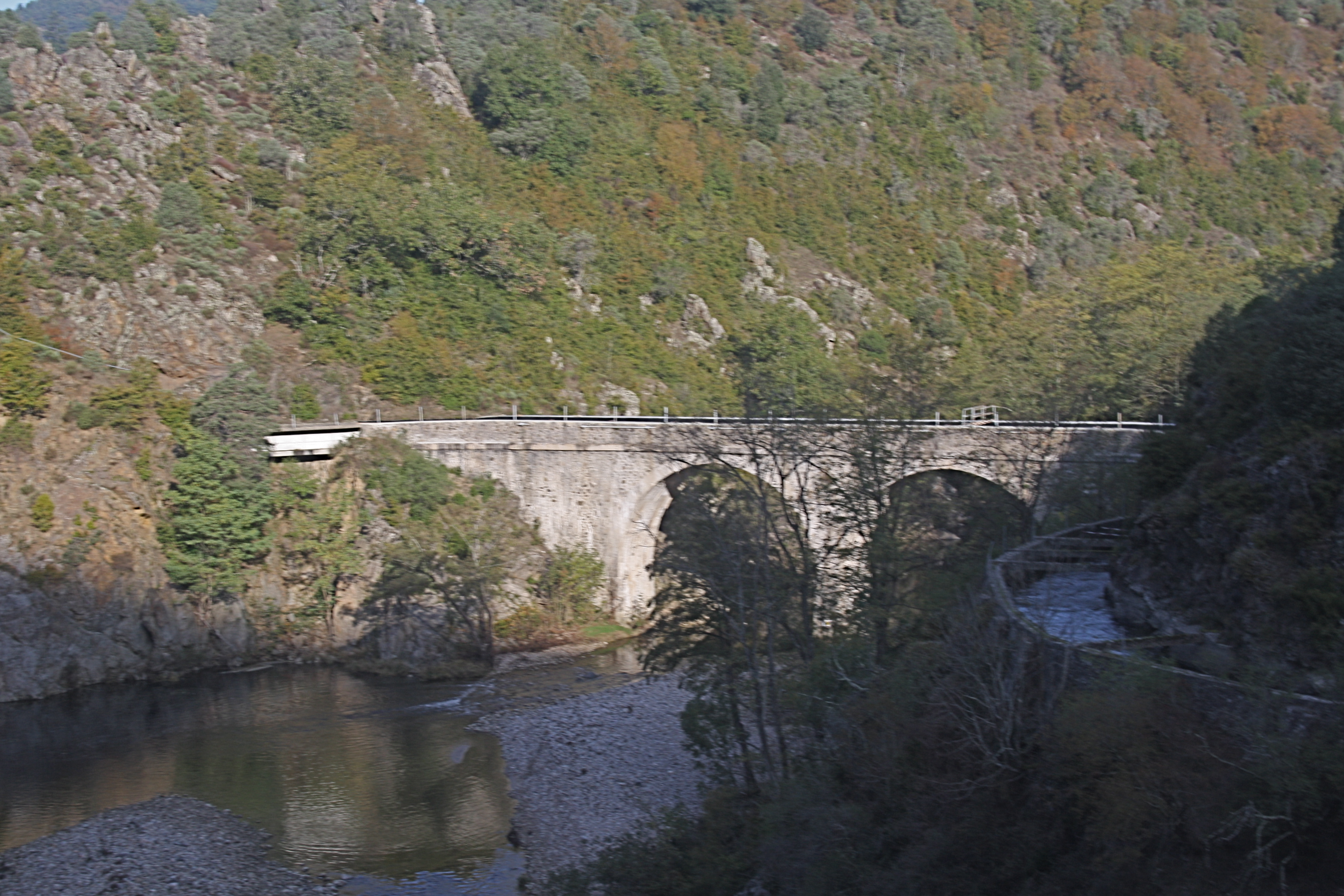
Canal des Allemands und dessen obere Brücke über den Fluss, links die Landenge „Le Puy“
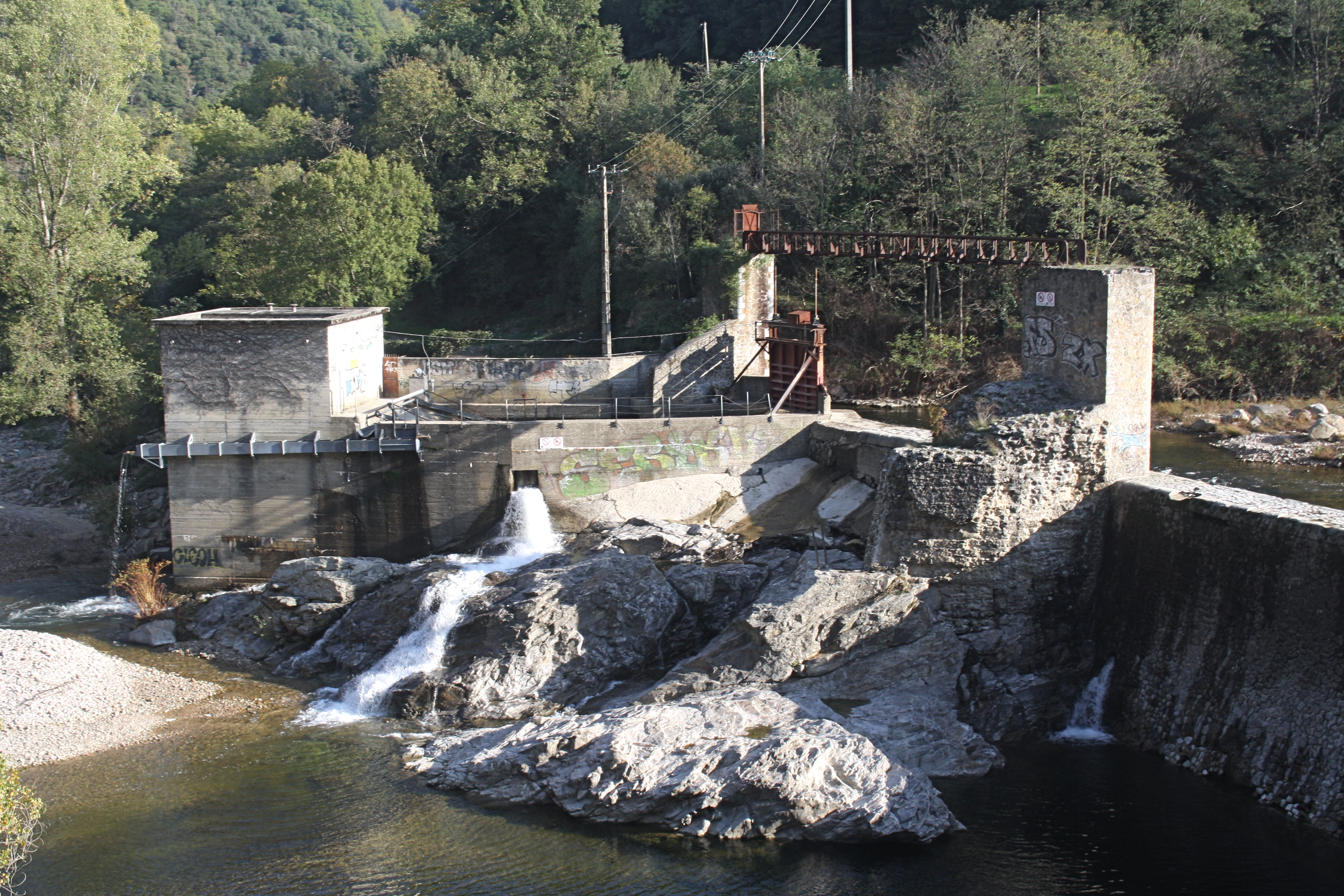
Staustufe bei Tournon–St.-Jean-de-Muzols